# Marianna Dolińska
Marianna Dolińska (1891 – 1928 Tworki) byla žena romského původu z vesnice Antoniówka v Polsku. V noci 11. prosince 1923 zavraždila své čtyři děti a pověsila je na strom. Fotografie těl těchto dětí byla falešně použita k propagandě jako údajně vyobrazení obětí masakrů Poláků na Volyni a ve východní Haliči, které měla spáchat Ukrajinská povstalecká armáda.

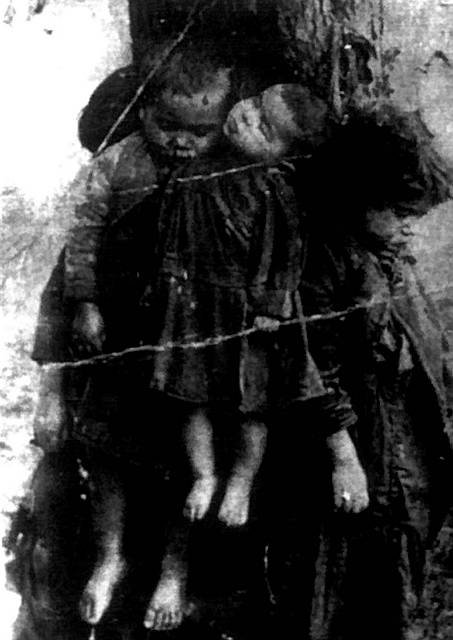
Obrázek zavražděných dětí

V zimě roku 1923 trpěli obyvatelé Radomské župy v Polsku chudobou a hladem. Začátkem prosince byl manžel Dolińské zatčen za několik vloupání a jeho žena zůstala sama se čtyřmi hladovými dětmi. Psychicky narušená Marianna Dolińska se rozhodla, že jediným způsobem, jak ochránit jejich děti před hladem, je zabít je. 11. prosince 1923 zabila Žofii (6 měsíců), Antoniho (3 roky), Bronisławu (5 let) a Stefana (7 let) a přivázala je ke stromu.  Druhý den šla na policii a k činu se přiznala.
Později byla Dolińska umístěna do psychiatrické léčebny, kde jí byla diagnostikována maniodeprese a další zdravotní problémy. Zemřela v roce 1928, byla pohřbena na hřbitově v nemocnici.

## Publikování fotografií a jejich zneužívání k falešné propagandě

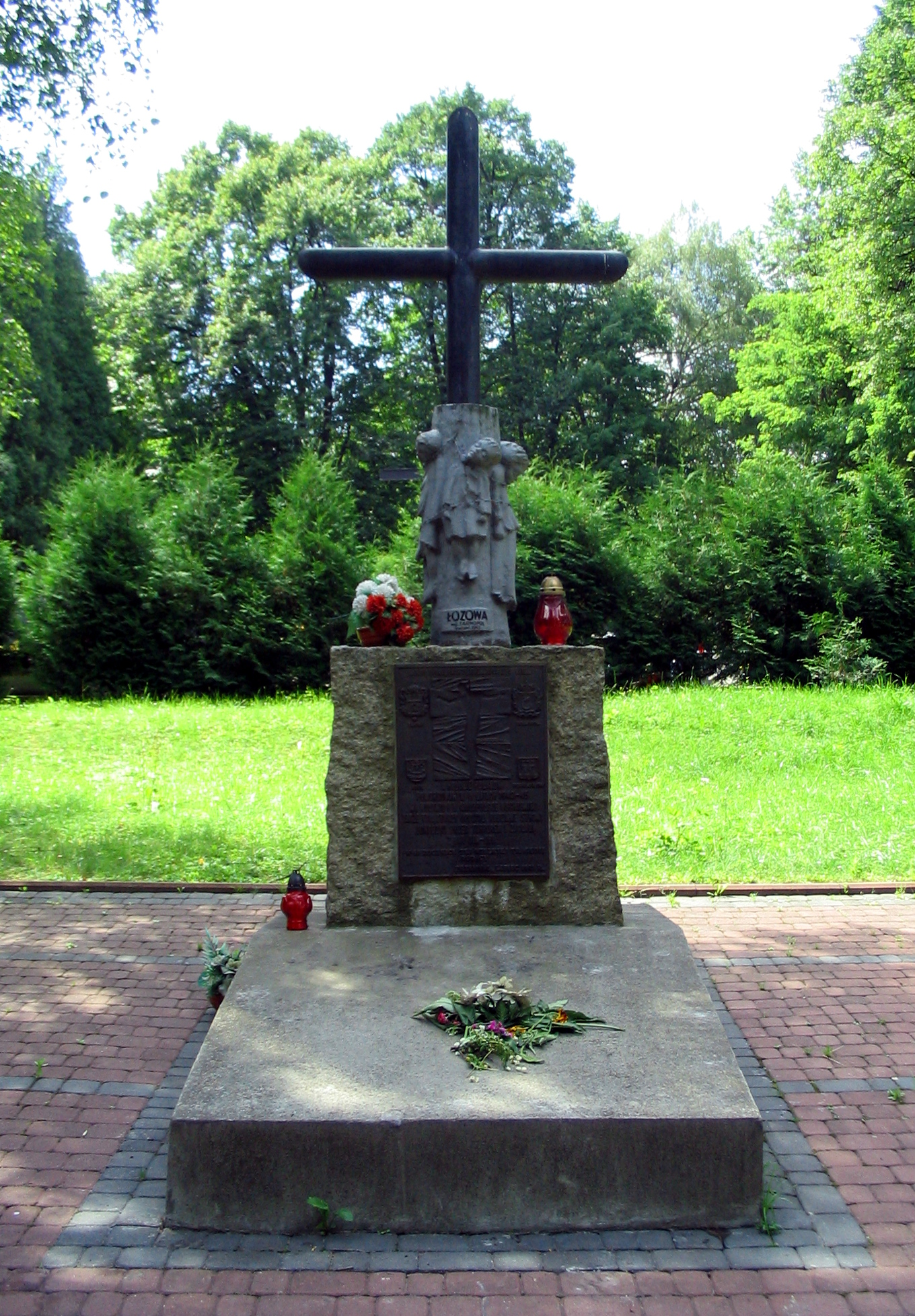
Kontroverzní památník, který byl odstraněn v roce 2008

Zobrazení mrtvých dětí je často zneužíváno jako ilustrace zločinů protivníka. Nejčastěji se objevuje tvrzení, že fotografie zachycuje zločiny Ukrajinské osvobozenecké armády vůči civilnímu obyvatelstvu.
Poprvé byla fotografie použita (v jiném falešném kontextu) 2. července 1941, kdy se snímek objevil na titulní straně časopisu Nowy Kurjer Warszawski (Nový varšavský kurýr), propagandistického plátku publikovaného nacistickými okupačními úřady v letech 1939 až 1945. Pod titulkem „Takhle bojují bolševici!“ bylo uvedeno:
Fotografii, kterou vidíte výše, nám poslal jeden z našich čtenářů, veterán polsko-sovětské války. V roce 1919 ve vesnici poblíž Vawkavysku oddíl polských ozbrojených sil učinil šokující objev – na stromě visela těla čtyř dětí a jejich matky (bez vyobrazení). Byly to manželka a děti místního polského radního, který uprchl před bolševiky. Sověti ho nedokázali chytit, a tak se krutě a barbarsky pomstili jeho rodině.

V nedávné minulosti se fotografie objevila ve sbírce Dr. Stanislawa Krzaklewského z roku 1993. Nese popisek „Polské děti, mučené a zavražděné oddílem Ukrajinské povstalecké armády poblíž vesnice Kozów v provincii Ternopil, podzim 1943“. O dva roky později se obrázek objevil v díle J. Węgierského „Zemská armáda v okresech Stanislaviv a Ternopil“ a nese popis „polské děti, zavražděné SS-Galicia v oblasti Kozówa“.
V červenci 2003 byl v Przemyślu odhalen památník Masakry Poláků na Volyni a východní Haliči, který zobrazoval oběti Marianny Dolińské, které byly ale popisované jako oběti UIA. Roku 2006 byl založen celostátní výbor pro zřízení památníku obětem genocidy OUN-UIA, jehož posláním bylo zajistit výstavbu památníku v centru Varšavy. Výbor vybral návrh předložený Marianem Koniecznym (1930-2017) – sochařem stojícím za Památníkem hrdinů z Varšavy (1964), sochou Lenina v Nové Huti (1973) a sochami Jana Pavla II. a faráře Eugeniusze Makulského v Lichešti (1999) – na němž byl vyobrazen pětimetrový okřídlený strom s dětmi přibitými ke kmenu. Návrh se setkal s ostrou kritikou a byl ostře napadán v médiích. To nakonec vedlo k tomu, že vešla v obecnou známost skutečná historie fotografie dětí Marie Dolińské.
Na začátku října 2008 byl odstraněn i původní památník v Przemyślu.